# باي2إكس
باي2إكس (بالإنجليزية: py2exe)‏ هو امتداد للغة البرمجة بايثون. يقوم بتحويل البرامج النصية بايثون (py.) إلى ملفات تنفيذية ويندوز (exe.) بحيث يمكن تشغيلها بعد ذلك دون الحاجة لتثبيت بايثون.

## معلومات عامة
منذ مايو 2014 ، صار باي2إكس متوافقا مع الإصدار الثالث لبايثون 
استخدم باي2إكس سابقا لتجميع برنامج بت تورنت(قبل الإصدار 6.0). واستخدم أيضا لتجميع برنامج سبام بايز.
هذا المشروع مستضاف في السورس فورج .